# Núria Garcia Quera
Núria Garcia Quera (Barcelona, 4 d'agost de 1965) és una escriptora catalana.
Vinculada familiarment a la centenària Llibreria Quera, especialitzada en llibres de muntanya, als dinou anys abandonà la ciutat per fer de guarda al refugi d'Amitges del Parc Nacional d'Aigüestortes i Estany de Sant Maurici i viure en un poble de vint habitants del Pallars Sobirà: Tornafort.
Durant els vint-i-dos anys que va treballar de guarda va començar a publicar guies excursionistes i reportatges en revistes geogràfiques i de muntanya, com la Descobrir Catalunya (des de l'any 2001) o El Mundo de los Pirineos (des de l'any 2000). També obres literàries. Entre els premis guanyats per algunes d'aquestes creacions destaca el Ciutat d'Olot de novel·la juvenil (1999), el Pica d'Estats de Premsa Especialitzada (2005 i 2011), el Recull de Periodisme (2006) o l'Òmnium Cultural de Narracions de Viatges (2008). L'any 2010 es llicencià en Filologia Catalana (UOC), el 2017 obté el Màster Interuniversitari en Estudis Avançats de Llengua i Literatura Catalanes (UB, UAB) i el 2023 el Doctorat en Geografia (UAB). Després d'haver publicat en editorials com Columna, La Galera, Casals, Garsineu o Publicacions de l'Abadia de Montserrat, apostà per crear la seva pròpia col·lecció, Sensus. Amb un format que recorda els quaderns de viatge Moleskine, aquesta combina la literatura, els viatges i el compromís social. Passes de tardor a l'Himalàia (2015), el tercer volum de la col·lecció Sensus, finançat a través d'un projecte de micromecenatge, va guanyar el Premi Jacint Verdaguer al millor llibre publicat sobre cultura, patrimoni, tradicions o narrativa de muntanya 2015. Actualment treballa per la Universitat Autònoma de Barcelona fent recerca en arqueologia lingüística a partir de l’estudi etimològic de la toponímia.

## Obres
Novel·la
- Migdiada. Tremp: Garsineu, 1997
- L'estel porquer. Barcelona: La Galera, 1999
- Vaig néixer a la sortida del sol. Barcelona: Columna, 1999
- A dalt de la Duna Roja. Tornafort: Sensus, 2011
- Passes de tardor a l'Himàlaia. Tornafort: Sensus, 2015

Llibres de viatge
- Nou viatge al Pirineu. Tornafort: Sensus, 2012

Recull epistolar
- Cartes a l'avi. Una estrella em farà l'ullet. Barcelona: CIM, 2006

Guions de còmic
- Hug Roger III, un rebel indomable (dibuixos: Oriol Garcia Quera). Revista Lo Raier, 2004
- Pallars 1487. El darrer comtat (dibuixos: Oriol Garcia i Quera). Editorial Casals, 2008

Guies excursionistes
- Refugi d'Amitges: Parc nacional d'Aigüestortes i Estany de Sant Maurici. Barcelona: Publicacions de l'Abadia de Montserrat, 1996
- La vall d'Àssua, porta del Parc nacional d'Aigüestortes i Estany de Sant Maurici (amb Josep Colom Prió, Eva Lluvich Segarra). Barcelona: Piolet, 2000
- Pica d'Estats, Vallferrera, Monteixo, Certascan. Bilbao: Sua, 2001
- Aigüestortes i Estany de Sant Maurici. Bilbao: Sua, 2002
- Travessa dels refugis Carros de foc: Parc nacional d'Aigüestortes i Estany de Sant Maurici. Bilbao: Sua, 2004
- Alta Ribagorça. Bilbao: Sua, 2004
- Canigó. Bilbao: Sua, 2005
- Cap de Creus. Bilbao: Sua, 2006
- Alt Pirineu. Parc Natural. Els camins de l'Alba, 9. Barcelona: Geoestel, 2007
- Núria. Bilbao: Sua, 2008
- Ramat del nord: trekking pel Pallars Sobirà i Val d’Aran. (amb Cesc Capdevila). Barcelona: Alpina, 2019[7]

Obra col·lectiva
- Parnassius Apollo. Relats de l'Alt Pirineu. Barcelona: Proa, 2002
- Temps de fogony. Relats històrics de l'Alt Pallars. Barcelona: Proa, 2004
- La muntanya escrita. Indrets reals i literaris del Pirineu. Catalunya: Edicions Salòria, Garsineu Edicions, 2015
- Els pobles perduts del Pirineu català i aranès. La Bisbal d'Empordà: Edicions Sidillà, 2018
- Els camins escrits del Pirineu,. Històries a peu. Catalunya: Edicions Salòria, Garsineu Edicions, 2022

## Premis[1]
- Premi literari intercomarcal Anton Navarro, 1997: Partida de cartes en nou seqüències
- Àrnica de narrativa breu, 1997: Representació d'una jornada en tres actes
- Pirineu de Narració Literària, 1998: Troc de regals i de contalles
- Ciutat d'Olot de novel·la juvenil, 1999: L'estel porquer
- Valldaura de novel·la breu, 1999: Vaig néixer a la sortida del sol
- Pica d'Estats de premsa especialitzada, 2005: Ermites troglodítiques, un patrimoni en vies d'extinció
- Recull-Salvador Reynaldos de periodisme, 2006: Onze postals del passat: El descrèdit de la construcció a les comarques del Pirineu català
- Premi Albert Pérez-Bastardas de periodisme, 2006: L'Observatori del paisatge. Un bri d'esperança? La metamorfosi del paisatge i els seus escarabats
- Premi Mañé i Flaquer de Periodisme Turístic, 2006: Peramea, cofre amb sorpresa a les muntanyes del Pallars
- Ciutat d'Olot-Òmnium Cultural de narracions de viatges, 2008: A dalt de la duna roja
- Pica d'Estats de premsa especialitzada, 2011: Parque Nacional d'Aigüestortes i Estany de Sant Maurici
- Dins dels Premis Editorials del Llibre de Muntanya, Premi Jacint Verdaguer al millor llibre publicat sobre cultura, patrimoni, tradicions o narrativa de muntanya, 2015: Passes de tardor a l'Himàlaia
- Pica d'Estats de premsa especialitzada, 2017 (premi a tots els col·laboradors de l'article): Pirineu de Verdaguer. Resseguim els passos del poeta pel Canigó, la Vall de Boí, Salòria i l'Aneto